# Hilding Celander
Carl Hilding Celander, född 17 juli 1876 i Arboga stadsförsamling i Västmanlands län, död 29 november 1965 i Örgryte församling i Göteborg, var en svensk skolman, språkforskare och folkminnesforskare.

## Biografi
Celander blev filosofie doktor i Uppsala 1906 på en avhandling Om övergången av ð - d i fornisländskan och fornnorskan. Han var docent i nordiska språk vid Uppsala universitet 1907–1910, därefter vid Göteborgs högskola, lektor vid Göteborgs högre realläroverk 1910–1929, och mellan 1929 och 1942 rektor vid statens nyupprättade flickläroverk i Göteborg. Bland Celanders pedagogiska skrifter kan nämnas Gymnasiereformen och läseboken Saga och sanning.
Som folkminnesforskare har Celander verkat som samlare, utgivare, bearbetare och organisater, och då främst ägnat sig åt västra Sverige. En frukt av hans arbete var det stort upplagda arbetet Nordisk jul (1928). Celander var en av stiftarna av Västsvenska folkminnesföreningen och en av redaktörerna för Folkminnen och folktankar. Han fick på sin 50-årsdag mottaga skriftsammanställningen Folkminnesstudier tillägnade Hilding Celander.
Celander fick mottaga Göteborgs stads förtjänsttecken den 4 juni 1948, med följande motivering: "För modersmålets rykt och ans har Hilding Celander utfört en mycket betydande gärning. Han har verkat för en modernisering av modersmålsundervisningen i vårt land och har byggt upp det statliga flickläroverket i egenskap av dess förste rektor. Han har dessutom gjort betydande insatser inom folklivsforskningen i Västra Sverige. Under tjugo år var han redaktör för Folkminnen och folktankar. Bl.a. har han sysslat med de gamla nordbornas julfirande. Göteborg hyllar Er, Hilding Celander."
Hilding Celander var son till folkskolläraren, organisten och klockaren Gustaf M. Celander och Elisabeth Catharina Sörman. Han gifte sig 1914 med Vera Hoffmann (1891–1964), dotter till hypotekskassören T. Hoffmann och Anna Cederschiöld. Han blev far till advokaten Sven Celander och farfar till teaterchefen Johan Celander. Hilding Celander är begraven på Örgryte nya kyrkogård.